# WFMJ-TV
WFMJ-TV est une station de télévision américaine située à Youngstown (Ohio) appartenant à WFMJ Television, Inc. et affiliée aux réseaux NBC et The CW.

## Télévision numérique terrestre
| Canal virtuel | Image | Ratio | Programmation                          |
| ------------- | ----- | ----- | -------------------------------------- |
| 21.1          | 1080i | 16:9  | Programmation principale WFMJ-TV / NBC |
| 21.2          | 1080i | 16:9  | The CW                                 |
| 21.3          | 480i  | 16:9  | Dabl (en)                              |